# FashionTV
FashionTV는 1997년 프랑스에서 방송을 시작한 패션과 라이프스타일 텔레비전 채널이다.